# Autio, Pajala kommun

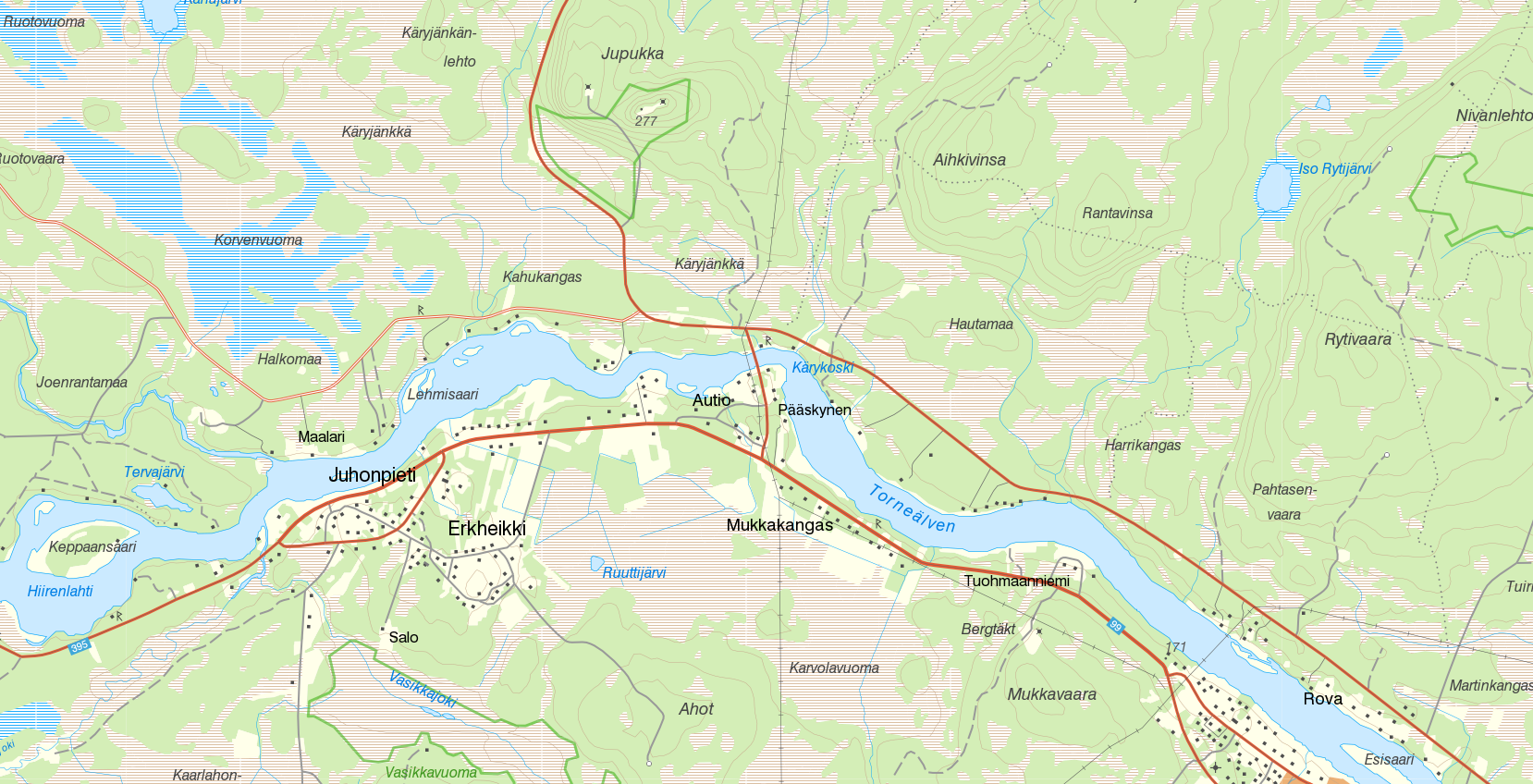
Karta över Autio.

Autio är en ort i Pajala kommun, Norrbottens län. Byn ligger mellan Pajala Airport och Pajala, nära Erkheikki, intill länsväg 395 och riksväg 99. Torne älv flyter förbi byn. I november 2016 fanns det enligt Ratsit 29 personer över 16 år registrerade med Autio som adress.

## Infrastruktur
År 1964 byggdes dagens befintliga bro över Torneälven. Den är en balkbro i tre spann och är 135 meter lång och 7 meter bred.
Bron ska ersättas av en ny samverkansbro (kombination av stålbro och betongbro) som ska stå klar under år 2027.  Under juni 2024 började en tillfällig bro anläggas för att trafiken ska kunna flyta på smidigt under byggprocessen.
I vägplanen utstuderades sex olika alternativ för placering av den nya bron, vilket resulterade i att den ska placeras på samma plats som den befintliga. Projektkostnaden beräknas till 138 miljoner kronor. (2024)